# 太鼓之達人系列角色列表
此列表為遊戲「太鼓之達人」內所有登場人物的介紹，所有登場人物皆由横尾有希子設計。

## 和田家
位於大田區蒲田～糀谷之間，因為慶祝活動舉行的旅行而活躍起來。

### 和田咚（小咚）
- 日文：（どんちゃん）
- 配音：
- 本遊戲的主角（以下內容以「咚」代表）。在遊戲中主要操作1P。在北陸的某個太鼓工房中，一個靈魂寄居於紅色的和太鼓而生。為了推廣太鼓的魅力，和「咔」一起上首都，現為和田家的太鼓，成為了鎮內最受歡迎的太鼓了。食量十分大。
- 在(太鼓達人Wii)中，有著成長的過程，從嬰兒→幼稚園生→小學生→暴走族→メカドン(被咚子揍飛後暫時取代)→黑どん→メカドン(被こだま帶走後暫時取代)→普通どん→金どん，當成長模式完成至普通どん後，玩家可自選「咚」的形態(包括メカドン)
- 在「NDS1」中，有屬於自己的房間，而在「NDS2」，自己的房間樓上則做成了太鼓道場，在那裡「咚」和玩家一起展開了漫長的踢館旅程。
- 以「咚」為題材的曲有：
- 面的直徑為1尺6寸(48cm)、質料是櫸樹。

### 和田咔（小咔）
- 日文：（かつちゃん）
- 配音：
- 「咚」的雙生兒弟弟（以下內容以「咔」代表）。在遊戲中主要操作2P。一直在煩惱於自己不是主角的事、但好像沒有因為和「咚」一起而感到不滿。食量十分大。比「咚」更謹慎。
- 在「PSP2」中的終於讓他當上了主角，最後才發現是一場夢。在「NDS2」的中，必須到結局時才會出現，而且亦只有唯一一個出場機會，開始對自己不是主角而認真地煩惱起來了。
- 另外，因為沒有自己的房間，收不到來自的請帖，而稍微被照顧了。像這樣的2P角色，放下了某意思的存在感，變成無可救藥的角色（此外，說是主角的雙生兒弟弟），某部份與超級瑪利歐中的路易吉相似。
- 很受水真理子和等小角色歡迎。
- 以「咔」為題材的曲有：
- 面的直徑為1尺6寸(48cm)、質料是櫸樹。
- 舊譯為「和田喀」，在大型機臺「太鼓之達人亞洲版 全新再進級！」中，名字被改為「和田咔」，原因是因為「咚」和「喀」兩字太相像。亞洲版官方網站於2009.08.18的「達人日記」中說明，並在網站全面修改。

### 和田狗
- 日文：
- 在「初代」首次登場。
- 和田家收養、禮儀正確的柴犬。帶有白色的頭巾。擔當和田家的家務事。招牌料理是煮物。一部份的迷你遊戲以1P操作。

### 和田約翰
- 日文：
- 在「初代」首次登場，直到「太鼓4｣、「二代目」時，並沒有名字；在「太鼓5｣、「三代目」起，才有了名字。
- 「和田狗」的弟弟、到處流浪的野狗。帶有紅色的頭巾。在小時候，因迷失在外國船上，環繞了世界2年。除此之外，也有後退包裝工人的經驗。一部份的迷你遊戲以2P操作，經常和作為哥哥的「和田狗」分勝負。

### 鼓棒師父
- 日文：
- 配音：
- 在「初代」首次登場。
- 二為一體的不可思議生物。追隨「咚」等人上首都。是哲生等人的太鼓師傅。因為身體輕而自滿。質料是布納橡膠。
- 以鼓棒師父為題材的曲有：
  - ：是一首難易度、人氣度高的歌曲
- Comic Bom Bom（講談社）正連載「太鼓之達人」的漫畫，由作畫。是「咚」、「喀」、哲生的溫柔保護者，但是卻成為分割西瓜的棍子、「和田狗」的磨牙棒、被露營火燒等很多不遇的事。
- Fami通DS+Wii2007年11月號起開始有「太鼓之達人」的漫畫，由蒔野靖弘作畫。在該漫畫中，他是哲生的太鼓師傅。

### 和田哲生
- 日文：
- 配音：不明
- 在「太鼓4」、「二代目」首次登場。
- 和田家的次男。初登場時5歳、現在是小學3年生。正在上和太鼓教室，但似乎經常會逃課。一部份的迷你遊戲以1P操作。
- 非常頑皮的小少爺，但在爺爺眼裡是個溫柔純真的孩子。運動神經超群，頭腦也很好，在「七代目」證明了他文武兩存。
- 好像有兄弟，但未在遊戲中出現。「二代目」的開始畫面時，確認了他有家人和哥哥，但真實程度還沒確定。
- 在「NDS2」中代替爺爺主持。
- Fami通DS+Wii2007年11月號起開始有「太鼓之達人」的漫畫，由蒔野靖弘作畫。在漫畫中，他不擅長打和太鼓、開始忘記了和太鼓的快樂、與「咚」、「喀」初次見面的地方。但是，他的設計與遊戲中特徵以外的部分大為不同。
- 另外，在ＫＣ的漫畫「太鼓之達人」中，他穿著的襯衣的設計是作者的愛好。

### 
- 配音：不明
- 在「太鼓4」、「動畫祭」首次登場。
- 的爺爺，已退休住在和田家。初登場時74歲、在「六代目」的時候已祝賀了。與提燈鰻有故知的交情。
- 在「NDS1」中開辦了，而在「NDS2」的中，自製了一個漩渦，作爲通往七個島的四維空間通道，並且在那裡的「太鼓島」又開了一個道場。

### 鈴咚
- 日文：すずどん
- 神社的鈴。因為提燈鰻一行、和田家的心情好，就這樣成為了和田家的新食客。
- 與「咚」、「咔」不同，食量很小的。家計並不壓迫，討厭在睡覺的時候翻身。

### 和田蚯蚓
- 「咚」的寵物（少女）。和田家的院子中，某個花盆成為了她的睡床。特技是戀愛咨詢。因為不能說話，所以以伸縮傳達感情。

### 
- 黃鶯。在「六代目」起，才有名字。
- 在和田家的院子裡，奏美麗的鳥聲。是「咔」片面地主動和牠打招呼而融洽起來，成為朋友。因此，牠經常來玩，和坐在「咔」的背脊。愛吃的東西是蟲子。

※可以作為和田家的一份子還是一個疑問。
- 在「動畫特別版」首次登場。
- 4種不同色的叫福不倒翁。鈴咚們隨便地從黑眼睛把靈魂寄宿在此。當然是為和田家叫福的。
- 如果關閉黑眼睛，靈魂便會脫離。
- 在小角色中是十分罕見的。當「咚」、「咔」開始登場時，有2種行動的角色。
- 會在語尾加上。

- 在「七代目」首次登場。
- 和爺爺在上野先生的玩具屋買下的一個木製玩具。在初次成功的日子開始時，靈魂便寄居於此。
- 對於磨練技術，好像很高興。

## 高橋家
是和田家的鄰居。

### 
- 配音：不明
- 在「太鼓5」、「三代目」初次登場。
- 高橋家的次女。年紀比大1年，是一個對朝流敏感、現下的女孩。家中有姐姐。擅長的書法是保持傳授全部祕密的能力。一部份的迷你遊戲以2P操作。

### 貓與飯匙
- 日文：
- 配音：：不明　：疋田涼子
- 高橋家的貓和宮島出身的杓子。2人總是在一起。順帶一提，杓子是的姐姐在廣島修學旅遊的時候買回來的，背面被寫上「必勝」。貓看見時好像會要馬上追趕。

## 
以下內容，簡稱為「研究所」。

### 
- 配音：
- 在「初代」首次登場。
- 被遺棄在道旁上的老櫸樹製的和太鼓被「研究所」改造了，成為人類歷史上第一個和太鼓機械人。初登場時，只出現在迷你遊戲中，是的競爭者。在「四代目」以後的家用版，以[1]代替在演奏模式登場。
- 另外，從「PSP2」的中得知，（對以下敘述：「地球上優秀的太鼓型機械人」系列中，最地道的和太鼓機械人）已經可以被量產了。
- 順帶一提，即使是機器，頭也好像那樣不好（來自「七代目」結尾的片段。解答簡單計算問題的功能打算停止了）。
- Comic Bom Bom（講談社）正連載「太鼓之達人」的漫畫，由作畫。因為博士的任性，被白白的改造（洗餐具的功能、放屁功能、響葫蘆功能、賽錢箱子等）。
- 以為題材的曲有：
- 和太鼓機械人也可以以別的類型存在。除了下面舉的例子之外，還有頭上帶玻璃球的、或者裝備噴射引擎的等等。

- 登場於「初代」、「二代目」、「PSP1」。
- 繼後，「地球上優秀的太鼓型機械人」的第2作品。新增零件為汽車。
- 在「初代」時，出場於迷你遊戲「100m走」、，是的競爭者。在「PSP1」的迷你遊戲時，把胎環放進軀體就面世。
- 好像有成為諧劇演員的志願，噱頭的感受並不是很好。

- 登場於「初代」、「二代目」。
- 「地球上優秀的太鼓型機械人」的第3作品。新增零件為賽車。原材料是一級方程式賽車。
- 極度的怕冷即使夏天圍巾（在車零件的圍巾和頭上卷的圍巾成了笑話）也不能缺少。愛吃的東西是柿子冰。

- 登場於「初代」、「二代目」。
- 「地球上優秀的太鼓型機械人」的第4作品。新增零件為直升機。
- 時常為將來的事安靜的轉來轉去地作出考慮，是一個安靜的慎重派。

- 登場於「初代」、「二代目」。
- 「地球上優秀的太鼓型機械人」的第5作品。新增零件為噴射機。原材料是和諧式客機，所以手腳也很快。
- 自稱為「花花公子」。

- 登場於「初代」、「二代目」。
- 「地球上優秀的太鼓型機械人」的第6作品。新增零件為不爆炸彈。原材料是愛國者飛彈。
- 目標為「歷史上最快的太鼓」。在意思不明的概念下誕生。要成為「歷史上最快的太鼓」必須於「100m走」中跑出相當快的記錄。如果不在一開始發射，就連出現都不能。

- 登場於「三代目」、「PSP1」、「PSP2」。
- 這是加爾各答的工程技術人員開發的快速吃咖喱的太鼓機械人。如果在「太鼓機械人工廠」把咖喱放進軀體就出現。
- 在「PSP2」中它是不能說話的，但在「NDS2」裡來郵件的時候卻特別地饒舌。另外在「PSP2」的迷你遊戲中，它會噴火妨礙（如果不穿過加速圈就不能躲避）。
- 在頭上裝載的咖喱是很少的，不會溢出。萬一溢出功能就停止。
- 除此之外，還有、｢」 （從表面看來沒有變化）。性能變化順序為＜＜｢」。

- 在「動畫特別版」首次登場。
- 是一個以顏色的太鼓型機械人，比較遲登場。
- 簡單易言，Autoplay的時候，代替在演奏模式登場。

### 博士
- 配音：不明
- 在「七代目」登場。
- 是和太鼓機械人們的生父，也是「研究所」的所長。和助手作為好搭檔而出名。
- 在「七代目」時，對於把飛到宇宙的盡頭燃燒念念不忘。不過好像沒有目的。
- 最近，因為「研究所」引進新事業，新方案的開發晚了。
- Comic Bom Bom（講談社）正連載「太鼓之達人」的漫畫，由作畫。自己的任性和「和太鼓機械人」白白改造感到困擾。

### 助手
- 在「七代目」登場。
- 是和太鼓機械人們的生父，也是「研究所」的副所長（事實上，「研究所」的研究員只有博士、助手二人一起。）。和博士作為好搭檔而出名。

## 提燈鰻一行
平時為主辦慶祝活動小攤兒，以提燈鰻帶頭，全國巡迴演出。

### 提燈鰻
- 日文：
- 配音：菅沼久義
- 「初代」起登場。
- 跟和田喜與志是朋友。

### 烏龜
- 日文：
- 配音：不明
- 提燈鰻的第一個弟子，是小角色們的哥哥。前掛けがチャームポイントのミドリガメ。
- 聲音很高。擅長氣球藝術。在「PSP2」中，本格的にその腕前を発揮する。
- Comic Bom Bom（講談社）正連載「太鼓之達人」的漫畫，由作畫。總是在提燈鰻的旁邊，のツッこみにまわると同時に彼の悪戯の対象にされてしまうことが多い。
- 在「PSP2」的中，表明了喜歡咚子，但咚子本人卻喜歡「咚」。

### 
- 配音：不明

たこ焼きの焼き加減を見て「自分も香ばしくなるのでは?」と将来に不安を覚えている。
- 在「六代目」的迷你遊戲中被烤。

### 章魚燒
- 日文：
- 「太鼓1」、「初代」起登場。
- 一行十人的兄弟們。會說關西口音。最近好像开始说漫才。喜歡被竹簽刺。

### 
- 「太鼓1」、「初代」起登場。
- 廟會的彩色幼鳥。戦隊物にあこがれてを結成。全是男生。
- 順帶一提，「PSP2」的中，がにとして一時加入した。在這時候，敵人是。

### 水真理子
- 日文：
- 水氣球。是小角色飢的偶像。
- 粉紅色的水氣球和「咔」談戀愛。在「PSP2」的中，粉紅色的水氣球向「咔」直接說出：「我也想和『咔』約會啊！」。
- 經常與綠色、黃色、藍色的水氣球組成合唱隊登場。

### 
- 撈金魚的金魚。從表面來看，有各種各樣的顏色。
- 在「NDS2」中，因為污染的海而導致虛弱，而向「咚」求助。

- 廟會的燈籠。沒有表情的。恰好把工作做完的無名英雄。
- 在「NDS2」中，開始消失，和因為之後變成了某一個音色，而變得健康。

- 廟會的棉花糖。是輕飄飄的。
- 在「NDS2」中，如果借用的力量，是可以橫過大海的。

- 在「動畫特別版」首次登場。
- 是的氣球藝術完成品。完成後，靈魂便寄宿於此。
- 有3種類型的氣球，分別是：麒麟、身長腿短的小獵狗和長毛獅子狗。

- 「七代目」起登場。
- 是摺的紙鶴。和一樣，完成時，靈魂便寄宿於此。
- 被寄託了世界和平的願望。

## 
「NDS2」初登場的邪惡組織，由ドコン帶領的團體。組員穿的都是紅藍相間的服裝，是以對方在演奏時阻擾對方的團體。
- 以(ドコン団)為題材的歌曲有:

### 
- ドコン团的首領，身穿皇帝服，擁有水藍色的肌膚。
- 原本是正直的青年，但被ギガドーン附身，成為邪惡組織的頭目。
- 武器為響板，攻擊方式是敲擊響板召喚ギガドーン造型的石像遮住譜面。

- 配音：高橋智秋
- ドコン团唯一的人類，是ドコン团的隊長（非首領），
- 第二強的敵人，但攻擊時不會使用炸彈，只會用類似聚光燈的攻擊方式（四周變黑）遮住譜面。

- 配音：高橋智秋
- 初於NDS2出現，為ドコン的部下，是一隻貓，擁有很強的自尊心。在遊戲中為阻撓主角的敵人之一

，在接近末期時扮演道場主，會用分身術阻撓譜面。
- 在「太鼓Wii」之中，因為煞車不及而撞到還是小學生的咚，讓咚加入了暴音族(太鼓暴走族)，後來因為被どん子揍飛，由メカドン暫時取代其位子，回來後就變成黑どん了。

- 配音：加來量一。
- ドコン的部下之一，為一個巨大的機器人。
- 身體裝著ワルドン和ワルカツ，在初期會把他們放出來攻擊玩家。
- 會使用落石阻擾玩家。

## 
- 全員在「Wii2」中登場，主要目的是破壞祭典的舉行，由Dr.ワルル－帶領，機器人的名字全是以元素命名。
- 以「Dr.ワルル」為題材的曲有：

### 
- 配音：上田茜
- ワルメカ0號，第九個魔王，背後有藍色發條的機器人，名字意思是「鋁」(到後代也有出現)。
- 是由Dr.ワルル－製造的第一部機器人,但被捨棄在攤子旁。
- 演奏曲ヒカリノカナタヘ中(部分是裏譜面才有，表譜面去掉劇情模式與一段歌曲)，有他與「咚」對話的劇情模式。
- 阻擾方式為放出一個大型的電路板。
- 跟「咚」和「咔」是朋友，初次相遇的地方是在一個攤子旁。因為被Dr.ワルル－控制而攻擊「咚」和「咔」。
- 在Fami通DS+Wii「太鼓之達人」的漫畫中為一個記憶喪失的機器人。

- ワルメカ1號，第二個魔王，名字意思是「銻」。
- 阻擾方式為放出奇怪的生物擋住譜面。

## 
全員在「NDS3」初登場。

### 
- 貍貓女孩，為了尋找自己的爸爸而用魔法，把咚、喀傳送到自己生活的世界。
- 頭上帶著一片葉子，外表為半人半貍貓。
- 經常被其他妖怪稱為「妖怪大王的公主」。

- 「妖怪大決戰」第五章的魔王，為雙胞胎姐妹。
- 很喜歡打掃。

- 「妖怪大決戰」第六章的魔王，生活在土佐之里的森林。
- 其存在使得村民感到害怕，事實上是個溫柔的妖怪。

## 其他登場人物

### 魂
- 和太鼓的魂。
- 在本作中，當「咚」或「咔」打錯或漏打時，會產生悲傷的感覺，就會從「咚」或「咔」的口中吐出。

### 太鼓仮面
- 配音：楢橋美紀
- 於「七代目」初次登場。
- 認為祭禮高漲的方法，是和的存在有關，之後，在的替換擔任嚮導角色。

### ギガドーン
- 「NDS2」初登場。
- ドコン团的幕後黑手，也是最後一個魔王。
- 附身在ドコン身上，ドコン當時的行為是因為ギガドーン影響。當玩家打敗ドコン後，ドコン身上會出現一團黑色霧氣，依附在一個石像上，該石像會變成ギガドーン。
- 阻擾方式是用身體包圍譜面，有時會用自己的尾巴遮住打擊點。

### 大魂樣（太鼓魂之神）
- 賜與「咚」與「咔」靈魂，使他們有生命。
- 聲音是女聲，但性別還要確定。
- 總是默默的在一旁看著「咚」與「咔」的成長。

### こだま
- 配音：疋田涼子
- 在「Wii」初登場，是天上的宮女，在劇情中強行把「咚」帶走。
- 在「Wii2」是博士身旁的助手。
- 在「Wii3」是遊戲解說者（夢幻太鼓主題樂園）。
- 在「Wii4」是太鼓道場(花)的指導員。

### 咖哩・咚迪
- 日文：カレクッタ＝ドンディー
- 配音：楢橋美紀
- 「Wii3」初登場，黃色的太鼓。
- 很喜歡吃咖哩。
- 四人同樂時為3P代表。

### 艾草丸
- 日文：よもぎまる
- 配音：楢橋美紀
- 「Wii3」初登場，綠色的太鼓。
- 喜歡修行。
- 四人同樂時為4P代表。

### みこちゃん
- PSP DX初登場，繼承因病而過世的爸爸的道場。

### 咚子
- 日文：どん子
- 以咚子為題材的歌曲有:

### 站立咚
- 日文：立つどん
- 配音：小手川拓也